# Isaac Schaller
Isaac Schaller (* um 1527; † nach 1587) war ein deutscher Mediziner und Leibarzt im 16. Jahrhundert.

## Leben
Schaller immatrikulierte sich im Sommersemester 1541 an der Universität Wittenberg. 
Er gehörte einem gelehrten Kreis an, der Persönlichkeiten wie den Historiker und Poeten Georg Fabricius, den Juristen Christoph Scheiba, Anton Carchesius, Michael Jeger, Ambrosius Schürer, Nikolaus Reihhold, sowie die Mediziner Georg Pylander, Hieronymus Oeder, Johannes Kentmann und Matthäus Klingisius umfasste.
Spätestens ab dem Quartal Trinitatis, also ab dem 1. April, 1576 war Schaller offiziell als Leibarzt des Kurfürsten August von Sachsen tätig, mit einem jährlichen Gehalt von 460 fl. Er wohnte auf Schloss Annaburg in einer für Ärzte vorgesehenen Immobilie. Schallers beruflicher Vertrag beinhaltete übliche Bedingungen für die damalige Zeit, bis auf Teilung einer Kutsche mit dem Hofprediger auf Reisen. Die Umstände seines Ausscheidens aus dem Dienst sind unklar; eine Vermerkung aus dem Jahr 1587 könnte auf seinen Tod oder eine Entlassung hindeuten, jedoch fehlen präzise Angaben zu den Gründen.